# Temporada da IndyCar Series de 2022
A temporada da IndyCar Series de 2022 foi a 111ª temporada oficial do campeonato de corridas de rodas abertas norte-americanas e a 27ª sob a sanção da IndyCar Series. O evento principal foi a Indianapolis 500, vencida por Marcus Ericsson, da Chip Ganassi Racing, que tornou-se o segundo piloto da Suécia a ganhar a prova, 23 anos após a conquista de Kenny Bräck, em 1999, e também encerrou um período de 10 anos sem vitórias da Ganassi em Indianápolis.
O australiano Will Power, da Penske, conquistou o bicampeonato da categoria após terminar o GP de Laguna Seca em  Na mesma prova, obteve sua 68ª pole-position na Indy, superando um recorde que pertencia a Mario Andretti. Embora tivesse vencido apenas uma corrida, Power foi beneficiado pela regularidade (terminou 13 etapas entre os 10 primeiros) e fechou o campeonato com 560 pontos, 16 a mais que seu companheiro de equipe Josef Newgarden, que foi o piloto com mais vitórias (5). Entre os estreantes, Christian Lundgaard (em sua primeira temporada completa na categoria, após ter feito a corrida 2 no traçado misto de Indianápolis em 2021) derrotou David Malukas por 18 pontos (323 a 305). Scott Dixon, que tentava empatar com A. J. Foyt como recordista de títulos (7, contra 6 do neozelandês), teve um desempenho abaixo do esperado em Laguna Seca e encerrou o campeonato em terceiro lugar, com 521 pontos ganhos.
Tetracampeão das 500 Milhas de Indianápolis, o brasileiro Hélio Castroneves retornou à Indy de forma integral pela Meyer Shank Racing, fazendo sua 25ª temporada na categoria (4 pela CART e 21 pela IRL e Indy reunificada), empatando com seu compatriota Tony Kanaan (que participou apenas das 500 Milhas em um quinto carro da Ganassi) como recordista de campeonatos disputados.
Além de David Malukas, outros 2 pilotos estrearam na categoria: Kyle Kirkwood (A. J. Foyt Enterprises), Devlin DeFrancesco (Andretti Steinbrenner Autosport, enquanto Callum Ilott, que disputou as últimas 3 provas da temporada de 2021 pela Juncos Hollinger Racing, fez também sua primeira temporada como piloto fixo do grid.

## Equipes e pilotos
| Equipe                                                          | Motor     | No. | Piloto(s)             | Etapa(s)        |
| --------------------------------------------------------------- | --------- | --- | --------------------- | --------------- |
| A. J. Foyt Enterprises                                          | Chevrolet | 4   | Dalton Kellett        | Todas           |
| A. J. Foyt Enterprises                                          | Chevrolet | 11  | Tatiana Calderón R    | 1, 3–5, 7–9     |
| A. J. Foyt Enterprises                                          | Chevrolet | 11  | J. R. Hildebrand      | 2, 6            |
| A. J. Foyt Enterprises                                          | Chevrolet | 14  | Kyle Kirkwood R       | Todas           |
| Andretti Autosport with Curb-Agajanian                          | Honda     | 26  | Colton Herta          | Todas           |
| Andretti Autosport                                              | Honda     | 27  | Alexander Rossi       | Todas           |
| Andretti Autosport                                              | Honda     | 28  | Romain Grosjean       | Todas           |
| Andretti Steinbrenner Autosport                                 | Honda     | 29  | Devlin DeFrancesco R  | Todas           |
| Andretti Herta Autosport with Marco Andretti and Curb-Agajanian | Honda     | 98  | Marco Andretti        | 6               |
| Arrow McLaren SP                                                | Chevrolet | 5   | Patricio O'Ward       | Todas           |
| Arrow McLaren SP                                                | Chevrolet | 6   | Juan Pablo Montoya    | 5–6             |
| Arrow McLaren SP                                                | Chevrolet | 7   | Felix Rosenqvist      | Todas           |
| Chip Ganassi Racing                                             | Honda     | 1   | Tony Kanaan           | 6               |
| Chip Ganassi Racing                                             | Honda     | 8   | Marcus Ericsson       | Todas           |
| Chip Ganassi Racing                                             | Honda     | 9   | Scott Dixon           | Todas           |
| Chip Ganassi Racing                                             | Honda     | 10  | Álex Palou            | Todas           |
| Chip Ganassi Racing                                             | Honda     | 48  | Jimmie Johnson        | Todas           |
| Dale Coyne Racing with HMD Motorsports                          | Honda     | 18  | David Malukas R       | Todas           |
| Dale Coyne Racing with Rick Ware Racing                         | Honda     | 51  | Takuma Sato           | Todas           |
| DragonSpeed/Cusick Motorsports                                  | Chevrolet | 25  | Stefan Wilson R       | 6               |
| Dreyer & Reinbold Racing                                        | Chevrolet | 23  | Santino Ferrucci      | 6               |
| Dreyer & Reinbold Racing                                        | Chevrolet | 24  | Sage Karam            | 6               |
| Ed Carpenter Racing                                             | Chevrolet | 20  | Conor Daly            | Todas           |
| Ed Carpenter Racing                                             | Chevrolet | 21  | Rinus VeeKay          | Todas           |
| Ed Carpenter Racing                                             | Chevrolet | 33  | Ed Carpenter          | 2, 6, 11–12, 15 |
| Juncos Hollinger Racing                                         | Chevrolet | 77  | Callum Ilott R        | 1–6, 8–17       |
| Juncos Hollinger Racing                                         | Chevrolet | 77  | Santino Ferrucci      | 7               |
| Meyer Shank Racing                                              | Honda     | 06  | Hélio Castroneves     | Todas           |
| Meyer Shank Racing                                              | Honda     | 60  | Simon Pagenaud        | Todas           |
| Paretta Autosport                                               | Chevrolet | 16  | Simona De Silvestro   | 8–9, 14         |
| Rahal Letterman Lanigan Racing                                  | Honda     | 15  | Graham Rahal          | Todas           |
| Rahal Letterman Lanigan Racing                                  | Honda     | 30  | Christian Lundgaard R | Todas           |
| Rahal Letterman Lanigan Racing                                  | Honda     | 45  | Jack Harvey           | Todas           |
| Rahal Letterman Lanigan Racing                                  | Honda     | 45  | Santino Ferrucci      | 2               |
| Team Penske                                                     | Chevrolet | 2   | Josef Newgarden       | Todas           |
| Team Penske                                                     | Chevrolet | 3   | Scott McLaughlin      | Todas           |
| Team Penske                                                     | Chevrolet | 12  | Will Power            | Todas           |

## Mudanças nas equipes
- A Meyer Shank Racing expandiu seu programa para 2 carros na Indy em 2022, promovendo a volta de Hélio Castroneves em tempo integral e contratando o francês Simon Pagenaud, vindo da Penske - esta última, por sua vez, voltará a ter 3 carros.[47]
- A Rahal Letterman Lanigan Racing confirmou um terceiro carro para a temporada 2022, pilotado pelo britânico Jack Harvey.
- Depois de correr as últimas 3 etapas de 2021, a Juncos Hollinger Racing participará pela primeira vez de todas as etapas de uma temporada da Indy, tendo Callum Ilott como seu único piloto.[48]
- Em agosto de 2021, a Arrow McLaren SP anunciou que a McLaren Racing anunciou a compra de uma participação majoritária de 75% da equipe. Como parte do anúncio, Zak Brown confirmou a permanência dos titulares, Patricio O'Ward e Felix Rosenqvist.
- Em novembro de 2021, a Chip Ganassi Racing confirmou a participação de Jimmie Johnson em um quinto carro nas 500 Milhas de Indianápolis de 2022.[49]. A equipe também anunciou a inscrição de um quinto carro para as 500 Milhas de Indianápolis, pilotado por Tony Kanaan[50]
- Após 5 temporadas com o apoio da Vasser-Sullivan Racing, a Dale Coyne Racing oficializou uma parceria com a HMD Motorsports e contratou David Malukas para pilotar o #18.[51]
- Depois de participar das 500 Milhas com apenas um carro, a Dreyer & Reinbold Racing inscreveu 2 Dallara-Chevrolet para a edição 2022, tendo como pilotos Santino Ferrucci e Sage Karam.
- Em fevereiro de 2022, o jornalista Marshall Pruett anunciou que a Carlin Motorsport encerrou seu programa na IndyCar, e formou uma aliança com a Juncos Hollinger Racing[52].

## Calendário
| Prova | Data            | Nome da corrida                                  | Circuito                                  | Local                   |
| ----- | --------------- | ------------------------------------------------ | ----------------------------------------- | ----------------------- |
| 1     | 27 de fevereiro | Firestone Grand Prix of St. Petersburg           | R Ruas de St. Petersburg                  | St. Petersburg, Flórida |
| 2     | 20 de março     | Xpel 375                                         | O Texas Motor Speedway                    | Fort Worth, Texas       |
| 3     | 10 de abril     | Acura Grand Prix of Long Beach                   | R Ruas de Long Beach                      | Long Beach, Califórnia  |
| 4     | 1 de maio       | Honda Indy Grand Prix of Alabama                 | R Barber Motorsports Park                 | Birmingham, Alabama     |
| 5     | 14 de maio      | GMR Grand Prix                                   | R Indianapolis Motor Speedway Road Course | Speedway, Indiana       |
| 6     | 29 de maio      | 106th Running of the Indianapolis 500            | O Indianapolis Motor Speedway             | Speedway, Indiana       |
| 7     | 5 de junho      | Chevrolet Detroit Grand Prix                     | R Belle Isle Street Circuit               | Detroit, Michigan       |
| 8     | 12 de junho     | Sonsio Grand Prix at Road America                | R Road America                            | Elkhart Lake, Wisconsin |
| 9     | 3 de julho      | Honda Indy 200 at Mid-Ohio                       | R Mid-Ohio Sports Car Course              | Lexington, Ohio         |
| 10    | 17 de julho     | Honda Indy Toronto                               | R Exhibition Place                        | Toronto, Ontário        |
| 11    | 23 de julho     | Hy-VeeDeals.com 250 presented by DoorDash        | O Iowa Speedway                           | Newton, Iowa            |
| 12    | 24 de julho     | Hy-Vee Salute to Farmers 300 presented by Google | O Iowa Speedway                           | Newton, Iowa            |
| 13    | 30 de julho     | TBA                                              | R Indianapolis Motor Speedway Road Course | Speedway, Indiana       |
| 14    | 7 de agosto     | Big Machine Music City Grand Prix                | R Nashville Street Circuit                | Nashville, Tennessee    |
| 15    | 20 de agosto    | Bommarito Automotive Group 500                   | O World Wide Technology Raceway           | Madison, Illinois       |
| 16    | 4 de setembro   | Grand Prix of Portland                           | R Portland International Raceway          | Portland, Oregon        |
| 17    | 11 de setembro  | Firestone Grand Prix of Monterey                 | R WeatherTech Raceway Laguna Seca         | Monterey, Califórnia    |

## Resultados
| Etapa | Corrida          | Pole position    | Volta mais rápida | Líder por mais voltas | Vencedor         | Vencedor                               | Vencedor           | Detalhes |
| Etapa | Corrida          | Pole position    | Volta mais rápida | Líder por mais voltas | Piloto           | Equipe                                 | Motor              | Detalhes |
| ----- | ---------------- | ---------------- | ----------------- | --------------------- | ---------------- | -------------------------------------- | ------------------ | -------- |
| 1     | St. Petersburg   | Scott McLaughlin | Conor Daly        | Scott McLaughlin      | Scott McLaughlin | Team Penske                            | Chevrolet          | Detalhes |
| 2     | Texas            | Felix Rosenqvist | Patricio O'Ward   | Scott McLaughlin      | Josef Newgarden  | Team Penske                            | Chevrolet          | Detalhes |
| 3     | Long Beach       | Colton Herta     | Álex Palou        | Josef Newgarden       | Josef Newgarden  | Team Penske                            | Chevrolet          | Detalhes |
| 4     | Birmingham       | Rinus VeeKay     | Álex Palou        | Rinus VeeKay          | Patricio O'Ward  | Arrow McLaren SP                       | Chevrolet          | Detalhes |
| 5     | IMS GMR GP       | Will Power       | Colton Herta      | Colton Herta          | Colton Herta     | Andretti Autosport with Curb-Agajanian | Honda              | Detalhes |
| 6     | Indianapolis 500 | Scott Dixon      | Marcus Ericsson   | Scott Dixon           | Marcus Ericsson  | Chip Ganassi Racing                    | Honda              | Detalhes |
| 7     | Detroit          | Josef Newgarden  | David Malukas     | Will Power            | Will Power       | Team Penske                            | Chevrolet          | Detalhes |
| 8     | Road America     | Alexander Rossi  | Josef Newgarden   | Josef Newgarden       | Josef Newgarden  | Team Penske                            | Chevrolet          | Detalhes |
| 9     | Mid-Ohio         | Patricio O'Ward  | Álex Palou        | Scott McLaughlin      | Scott McLaughlin | Team Penske                            | Chevrolet          | Detalhes |
| 10    | Toronto          | Colton Herta     | David Malukas     | Scott Dixon           | Scott Dixon      | Chip Ganassi Racing                    | Honda              | Detalhes |
| 11    | Iowa 1           | Will Power       | Will Power        | Josef Newgarden       | Josef Newgarden  | Team Penske                            | Chevrolet          | Detalhes |
| 12    | Iowa 2           | Will Power       | Will Power        | Josef Newgarden       | Patricio O'Ward  | Arrow McLaren SP                       | Chevrolet          | Detalhes |
| 13    | IMS Gallagher GP | Felix Rosenqvist | Will Power        | Simon Pagenaud        | Alexander Rossi  | Alexander Rossi                        | Andretti Autosport | Detalhes |
| 14    | Nashville        | Scott McLaughlin | Scott McLaughlin  | Álex Palou            | Scott Dixon      | Chip Ganassi Racing                    | Honda              | Detalhes |
| 15    | Gateway          | Will Power       | Josef Newgarden   | Will Power            | Josef Newgarden  | Team Penske                            | Chevrolet          | Detalhes |
| 16    | Portland         | Scott McLaughlin | Josef Newgarden   | Scott McLaughlin      | Scott McLaughlin | Team Penske                            | Chevrolet          | Detalhes |
| 17    | Laguna Seca      | Will Power       | Patricio O'Ward   | Álex Palou            | Álex Palou       | Chip Ganassi Racing                    | Honda              | Detalhes |